# 威爾遜鎮區 (北卡羅萊納州威爾遜縣)
威爾遜鎮區（英語：Wilson Township）是位於美國北卡羅萊納州威爾遜縣的一個鎮區。

## 地方資料
威爾遜鎮區的面積為109.30平方千米，皆為陸地。根據2020年美國人口普查的數據，當地共有人口40626人，而人口密度為每平方千米371.69人。